# جنونی
جنونی (به ایتالیایی: Genoni) یک کومونه در ایتالیا است که در استان اریستانو واقع شده‌است.

## خصوصیات
جنونی ۴۳٫۹ کیلومترمربع مساحت و ۹۵۲ نفر جمعیت دارد و ۴۴۷ متر بالاتر از سطح دریا واقع شده‌است.